# Nunatak Saenz
Nunatak Saenz är en nunatak i Antarktis. Den ligger i Västantarktis. Argentina, Chile och Storbritannien gör anspråk på området. Toppen på Nunatak Saenz är 456 meter över havet.
Terrängen runt Nunatak Saenz är kuperad söderut, men norrut är den platt. Nunatak Saenz är den högsta punkten i trakten. Trakten är obefolkad. Det finns inga samhällen i närheten.